# Marion Stokes
Marion Marguerite Stokes (Germantown, 25 de novembro de 1929 – Filadélfia, 14 de dezembro de 2012) foi uma produtora estadunidense de televisão de comunitária, empresária, investidora, manifestante dos direitos civis, ativista, bibliotecária e arquivista, especialmente conhecida por arquivar centenas de milhares de horas de filmagens de noticiários de televisão durante 35 anos, entre 1977 até sua morte em 2012, período em que ela operava nove propriedades e três unidades de armazenamento. De acordo com a resenha do Los Angeles Review of Books sobre o documentário  Recorder, de 2019, o projeto massivo de Stokes de registrar o ciclo de notícias de 24 horas “é um caso convincente para a importância do arquivamento de guerrilha”.

## Biografia

### Primeiros anos e formação acadêmica
Marion Marguerite Butler, mais tarde chamada de Marion Marguerite Stokes, nasceu em 25 de novembro de 1929 em Germantown [en], na Filadélfia. Formou-se no Girls' High [en]. Na juventude, Stokes tornou-se politicamente ativa e se envolveu com várias organizações de esquerda. Foi cortejada pelo Partido Comunista dos Estados Unidos, que procurou desenvolvê-la como uma líder em potencial. Atuou como presidente do  Comitê de Justiça para Cuba da Filadélfia, grupo de solidariedade ao país nos Estados Unidos após a Revolução Cubana, e participou do movimento pelos direitos civis, organizando cinco ônibus da Filadélfia para a Marcha sobre Washington e participando dos esforços para acabar com a segregação racial no Girard College [en].
Stokes trabalhou como bibliotecária na Free Library of Philadelphia, a rede bibliotecária municipal da Filadélfia, por quase vinte anos. No início da década de 1960, foi demitida, provavelmente devido a suas atividades políticas.
Em 1960, casou-se com o professor Melvin Metelits, também membro do Partido Comunista, e teve um filho com ele. Stokes foi espionada pelo Federal Bureau of Investigation (FBI), e ela, seu marido e seu filho tentaram fugir dos Estados Unidos e se refugiar em Cuba. O casal residiu durante um período no México esperando por um visto cubano, mas não conseguiram obtê-lo. Metelits e Stokes divorciaram-se em meados da década de 1960, quando seu filho tinha quatro anos.
Stokes fez parte da diretoria fundadora do grupo feminista estadunidense National Organization for Women.
Entre 1967 a 1969, Stokes co-produziu um programa de televisão nas manhãs de domingo na Filadélfia, Input [en], com seu marido John. Seu foco era a justiça social.

### Morte
Marion morreu no ano de 2012, aos 83 anos, devido a complicações de doenças pulmonares.

## Coleções

### Televisão
Stokes foi considerada uma pioneira e visionária que dedicou grande parte de sua vida à preservação da história da televisão. Seu principal objetivo era “proteger a verdade” das notícias falsas e permitir que as pessoas avaliassem o material arquivado de forma objetiva. Entre programas gravados por Marion, incluem-se The Cosby Show, Divorce Court [en], Nightline [en], Star Trek, The Oprah Winfrey Show, e Today.
Os passeios em família com o marido e os filhos eram planejados de acordo com a duração de uma fita VHS. A cada seis horas, quando as fitas acabavam, Stokes e seu marido as trocavam. Mais tarde, quando ela estava menos ágil, Stokes treinou um ajudante para fazer a tarefa por ela. Os arquivos cresceram para cerca de 71.000 (originalmente relatado erroneamente como 140.000 na mídia) fitas VHS e Betamax (até oito horas cada) empilhadas em sua casa e em apartamentos que ela alugou apenas para armazená-las.
Stokes iniciou o projeto de gravação porque se convenceu de que havia muitos detalhes nas notícias que corriam o risco de desaparecer para sempre. Seu filho, Michael Metelits, disse à WNYC [en] que Stokes “canalizou suas tendências naturais de acumulação para [a] tarefa [de criar um arquivo]”. Parte da coleção de fitas de Stokes consistia em cobertura 24 horas por dia, 7 dias por semana da FOX, MSNBC, CNN, C-SPAN, CNBC e outras emissoras – gravadas em até oito videocassetes separados em sua casa. Também está incluído um conjunto de VHS da JVC de 1984 que grava programas regulares de Boston em um formato Extended Play de seis horas.
A última gravação de Stokes ocorreu em 14 de dezembro de 2012, prestes a sua morte; ela capturou a cobertura do massacre na escola de Sandy Hook.
A coleção de Stokes não é o único exemplo de gravação maciça de imagens de televisão, mas seu cuidado em preservar a coleção é incomum. Coleções conhecidas de escala semelhante não foram tão bem mantidas e não possuem o foco oportuno e local.
Computadores Macintosh
Stokes comprou inúmeros computadores Macintosh, produzidos pela Apple, durante sua vida. Até sua morte, 192 dos computadores permaneciam em seu poder. Stokes manteve os itens fechados em uma garagem climatizada para a posteridade. A coleção, que se especula ser uma das últimas de sua natureza, foi vendida no eBay para um comprador anônimo. Stokes investiu em ações da Apple com o capital de seus sogros quando a empresa ainda era incipiente. Posteriormente, ela incentivou seus sogros, que já eram ricos, a investir na empresa, conselho que eles aceitaram e com o qual lucraram. Stokes então alocou parte de seus lucros em seu projeto de gravação.

### Colecionismo
Stokes recebia meia dúzia de jornais diários e de 100 a 150 periódicos mensais, colecionados durante meio século. Ela também acumulou entre 30.000 a 40.000 livros. Metelits disse à WNYC que, em meados da década de 1970, a família frequentava livrarias para comprar livros novos no valor de 800 dólares. Ela também colecionava brinquedos e casas de bonecas.

## Legado
Stokes legou toda a coleção de fitas a seu filho Michael Metelits, sem outras instruções além de doá-la a uma instituição de caridade de sua escolha. Após considerar os possíveis destinatários, Metelits doou a coleção ao Internet Archive um ano após a morte de Stokes. Foram necessários quatro contêineres para transportar a coleção até a sede do Internet Archive em São Francisco, na Califórnia, uma mudança que custou 16 mil dólares ao espólio de Stokes. Foi a maior coleção que o Internet Archive já havia recebido.
A organização concordou em digitalizar os volumes, um processo que deverá ser executado totalmente por voluntários 24 horas por dia, custando US$ 2 milhões e levando vários anos para concluir 20 máquinas de digitalização. Em abril de 2022, o projeto ainda estava incompleto, em parte devido à falta de financiamento.
Um documentário sobre sua vida,  Recorder foi dirigido por  Matt Wolf e estreou no Festival de Cinema de Tribeca de 2019.
Um livro com imagens compiladas por Wolf a partir de mais de setecentas horas de gravações de Marion, intitulado Input, foi publicado em 2023.